# Drago Lombar
Drago Lombar, slovenski sindikalist, * 25. september 1954, Kamna Gorica, † 17. januar 2025, Kranj.

## Življenje in delo
Rodil se je v delavski družini kot drugi od treh otrok, živel pa v Kropi, kjer so kupili hišo. Obiskoval je Osnovno šolo Stane Žagar v Lipnici in se navduševal nad nogometom in smučarskimi skoki, ki so imeli v Kropi tradicijo. Od desetega leta dalje je tekmoval za smučarski klub Plamen v smučarskih skokih v generaciji leto starejšega Bogdana Norčiča in tudi zmagoval. Kot starejši mladinec je bil na republiškem prvenstvu v Žireh leta 1973 četrti. Poklicno pot je začel kot predsednik sindikata v tovarni Peko v Tržiču, od koder je napredoval v predsedstvo Sindikata Ljubljanske regije KNSS Neodvisnost. Med letoma 1998 in 2015 je bil predsednik Konferederacije novih sindikatov Slovenije. Umrl je za rakom, pokopan je v Kranju.